# Smash
A Smash a The Offspring harmadik albuma. 1994. április 8-án jelent meg, több mint  12 millió példány kelt el belőle, és segített az együttesnek befutni. Gyakran úgy tartják, a punk-rock albumok közül ebből adtak el a legtöbbet. A Billboard slágerlistán a popalbumok közt a 4. helyen, a Heatseeker slágerlistán az első helyen állt. Sikere kiadóját, az indie Epitaph Recordsot is nagy sikerűvé tette. A kritikusok is dicsérték az albumot, és az együttes a nagy kiadók figyelmét is felkeltette, így 1996-ban a The Offspring a Columbia Records-hoz szerződhetett.
A keleties motívumokkal teli Come Out and Play című szám hatalmas sikert aratott, és a csapat egyik legismertebb száma. A második kislemez, a Self Esteem tette sikeressé az együttest Európában.
Az album szerepel az 1001 lemez, amit hallanod kell, mielőtt meghalsz című könyvben.

## Az album dalai
|     | Cím                                         | Szerző(k)     | Hossz |
| --- | ------------------------------------------- | ------------- | ----- |
| 1.  | Time to Relax                               | The Offspring | 0:25  |
| 2.  | Nitro (Youth Energy)                        | The Offspring | 2:27  |
| 3.  | Bad Habit                                   | The Offspring | 3:43  |
| 4.  | Gotta Get Away                              | The Offspring | 3:52  |
| 5.  | Genocide                                    | The Offspring | 3:33  |
| 6.  | Something to Believe In                     | The Offspring | 3:17  |
| 7.  | Come Out and Play                           | The Offspring | 3:17  |
| 8.  | Self Esteem                                 | The Offspring | 4:17  |
| 9.  | It'll Be a Long Time                        | The Offspring | 2:43  |
| 10. | Killboy Powerhead (The Didjits-feldolgozás) | The Didjits   | 2:02  |
| 11. | What Happened to You?                       | The Offspring | 2:12  |
| 12. | So Alone                                    | The Offspring | 1:17  |
| 13. | Not the One                                 | The Offspring | 2:54  |
| 14. | Smash (rejtett számot tartalmaz)            | The Offspring | 10:42 |

## Közreműködők

### The Offspring
- Dexter Holland – ének, ritmusgitár
- Noodles – szólógitár, háttérvokál
- Greg K. – basszusgitár, háttérvokál (utóbbi jelöletlen)
- Ron Welty – dob, háttérvokál

### További közreműködők
- Jason "Blackball" McLean – kiegészítő ének a Come Out and Play-en (jelöletlen)
- Lisa Johnson – fényképek
- Ken Paulakovich – hangmérnök
- Eddy Schreyer – mastering
- Thom Wilson – producer, hangmérnök
- Fred Hidalgo – művészi vezető
- Mike Ainsworth – hangmérnökasszisztens
- Ulysses Noriega – hangmérnökasszisztens
- Christopher C. Murphy – hangmérnökasszisztens, „futó”